# 日本橋川
日本橋川（にほんばしがわ）は、東京都千代田区および中央区を流れる一級河川。

## 概要
下流には「日本国道路元標」がある日本橋が架かる。15世紀から17世紀にかけて数次の水利工事が行われた結果、現在の流路が形成された。
この川の名称の由来は、江戸時代初期の1603年（慶長8年）に徳川家康が江戸で最初に町割りを行った場所にあった川に木造の橋を架け日本橋と命名し、その橋に因んでその下に流れるこの川が、後から日本橋川と命名された。
政令による指定範囲
政令による指定内容は、以下のとおり。
- 河川指定:一級河川（1965年指定）
- 流端
  - 上流端:神田川からの分派点
  - 下流端:隅田川への合流点
- 水系指定:一級水系荒川水系（1965年指定）

## 地理
日本橋川は亀島川とともに神田川の派川（分流）である。
JR水道橋駅西口近く、東京都千代田区と文京区の境界にある小石川橋で神田川から分岐、ここを起点として真南に流れる。以降はほぼ全流路に亘って首都高速道路の高架下を流れている。分岐直後から河川上空を首都高速5号池袋線の高架が覆う。本郷台地と麹町台地北部（九段坂）の間の低地沿いを流れ靖国通りと交差後、南東方向に流れを変える。雉子橋周辺では皇居の内堀（清水濠）に30 mまで接近し、この付近から首都高速都心環状線の高架下となる。神田橋、日本橋、江戸橋などを通過して、亀島川を仕切る日本橋水門付近でようやく川面が開けるが、空を望める川面は僅か500 m弱、中央区の永代橋付近で隅田川に合流する。

## 歴史
太田道灌が、武蔵国豊島郡の平川（現在の神田川上中流）の最下流部（日比谷入江に注いでいた河口部）を工事し、東へ流れを変えさせた河道が、日本橋川の原型とする説がある。これに対し、徳川家康の関東領国時代にこの工事が行われたとする説も有力である。
これにより、江戸前島の付け根を横断させ、現在の日本橋のすぐ東で、海へ注ぐ形となった（江戸前島東側の江戸湊の北端）。この川は江戸湊に到着した船からの物資の荷上げに適した。また日比谷入江へは注ぐ河口がなくなり、入江に面する東側（江戸前島。江戸郷）と西側（千代田・江戸城。桜田郷）とが陸続きとなった。
徳川家康の関東領国時代には、日比谷入江の埋め立て、江戸前島を縦貫する外濠川や、道三堀の開削も行われた。道三堀は内堀（平川河口部の旧河道を転用した）と日本橋川とを繋ぎ、和田倉門付近（旧日比谷入江の北端）の内堀には八重洲河岸が作られた。そこから海上からの物資を荷上げし、江戸城へ運び入れた。
後に江戸幕府が開幕して神田川開削の天下普請が行われた。このとき、平川は三崎橋から堀留橋までが埋め立てられ堀留となった。これは飯田堀、飯田川とも呼ばれていた。
以降、近代に至るまで流域は経済・運輸・文化の中心として栄えた。堀の両側には河岸が点在し、全国から江戸・東京にやってくる商品で賑わった。上流から鎌倉河岸、裏河岸、西河岸、魚河岸、四日市河岸、末広河岸、兜河岸、鎧河岸、茅場河岸、北新堀河岸、南新堀河岸があった。現在でも河岸周辺に小網町・小舟町・堀留町など当時を思わせる地名が残っている。
明治になると、道三堀の西半分と外濠（現在の外堀通り）が埋め立てられ、飯田堀は開通した鉄道の飯田町駅との運河としても使われる。1903年（明治36年）、市区改正事業によって埋めた区間を再度神田川まで開削し、神田川の派川として日本橋川と呼ばれるようになる。

## 再整備構想
首都高速道路に流路を覆われているため、河川としての景観を害しているとする意見がある。そのため、首都高速の高架橋を撤去の上、橋や護岸などの水辺環境を整備して観光地化するという構想が活発化している。

## 日本橋川・亀島川流域連絡会
日本橋川及び亀島川を地域に生きた親しめる川とするためには、都民と行政が共通認識に基づき協同・連携して川づくりを進めていくことが必要なためとして、「日本橋川・亀島川流域連絡会」が1999年に設置され、「日本橋地域における水辺空間を活かしたまちづくり」等の検討が進められている。

## 流域の自治体
東京都
千代田区、中央区

## 分流
- 亀島川（中央区の亀島川霊岸橋付近より南へ分流）
- 楓川（中央区の日本橋兜町付近より南へ分流したが、現在は埋め立てられて存在しない。）

## 橋梁
- 三崎橋
- 小石川橋通架道橋（JR中央本線）[7]
- 新三崎橋
- あいあい橋
- 新川橋
- 堀留橋
- 南堀留橋
- 俎橋（靖国通り）
- 宝田橋
- 雉子橋
- 一ツ橋（白山通り）
- 錦橋（明大通り）
- 神田橋（本郷通り・日比谷通り・首都高速神田橋ランプ）
- 鎌倉橋（外堀通り）
- 竜閑さくら橋（人道橋）
- 外濠橋梁（JR東北本線・東北新幹線、中央本線）[8]
- 新常盤橋（江戸通り）
- 常磐橋 - 旧常磐橋とも呼ばれる。
- 常盤橋
- 一石橋（外堀通り）
- 西河岸橋
- 日本橋：（中央通り）- 都営浅草線・地下鉄銀座線・東西線日本橋駅の駅名になっている
- 江戸橋（昭和通り）
- 鎧橋（平成通り）
- 茅場橋（新大橋通り）
- 湊橋（箱崎湊橋通り）
- 豊海橋

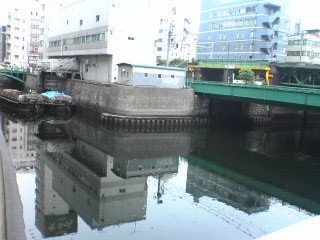
水道橋駅付近で神田川から分岐する日本橋川、緑色の橋は三崎橋）
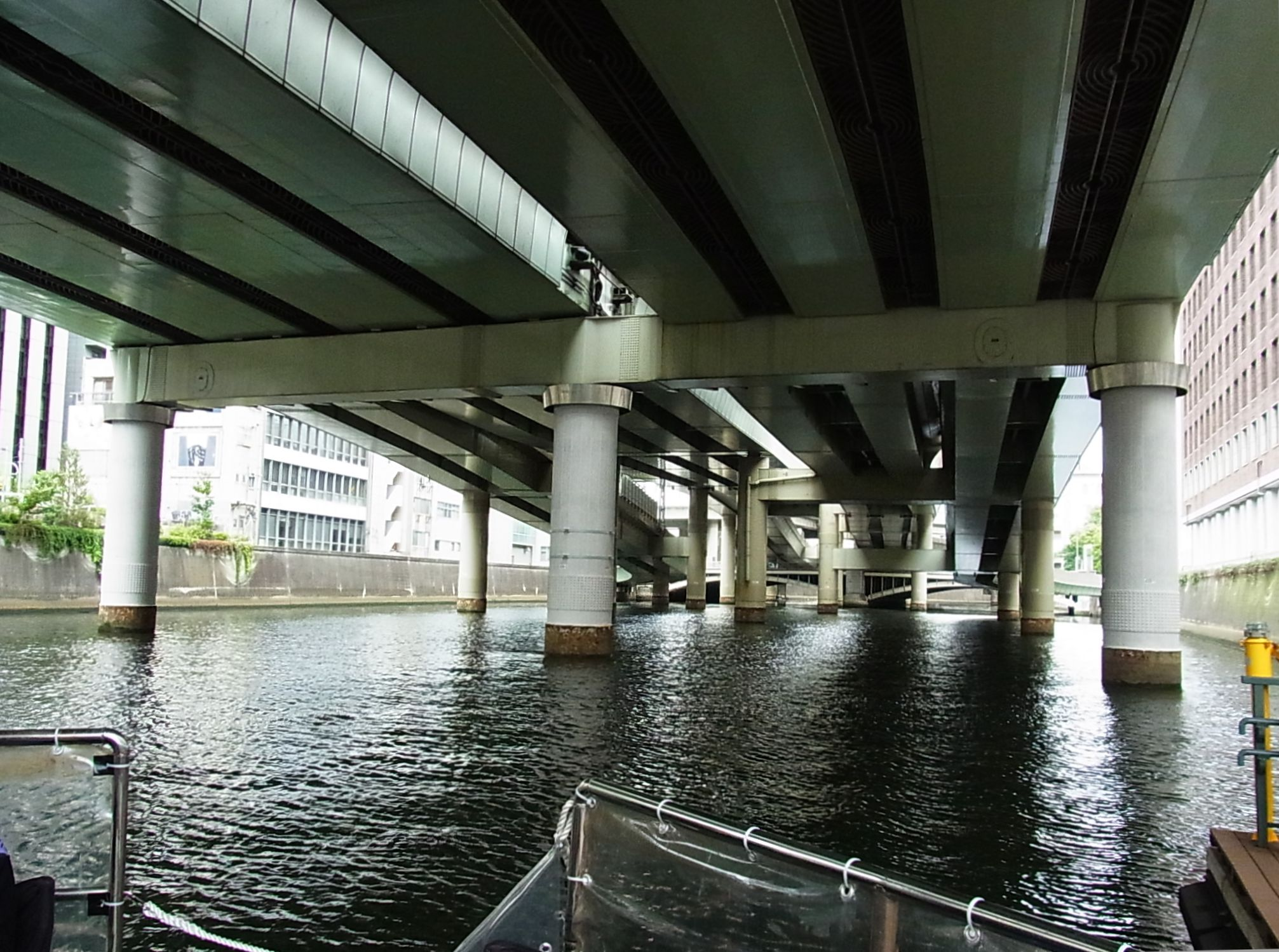
首都高速都心環状線下の日本橋川（2011年7月23日撮影）
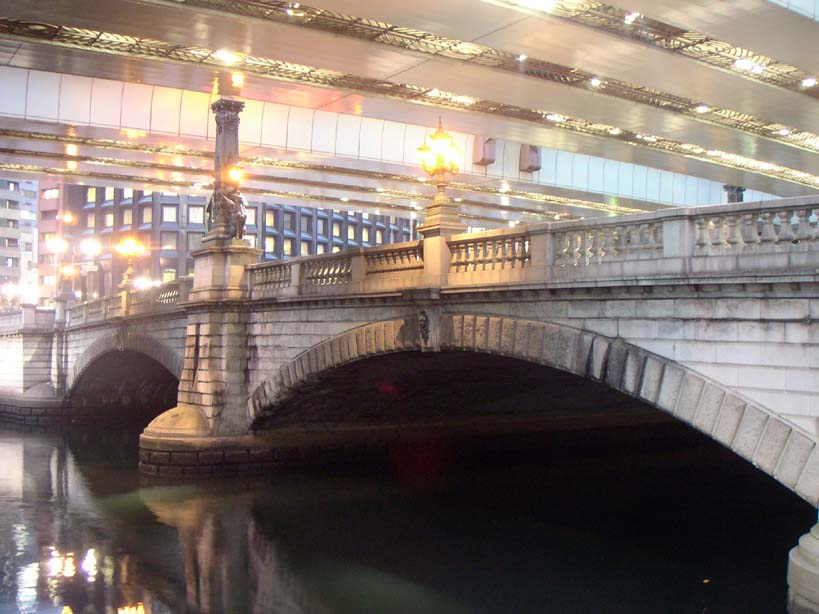
日本橋の下を流れる日本橋川
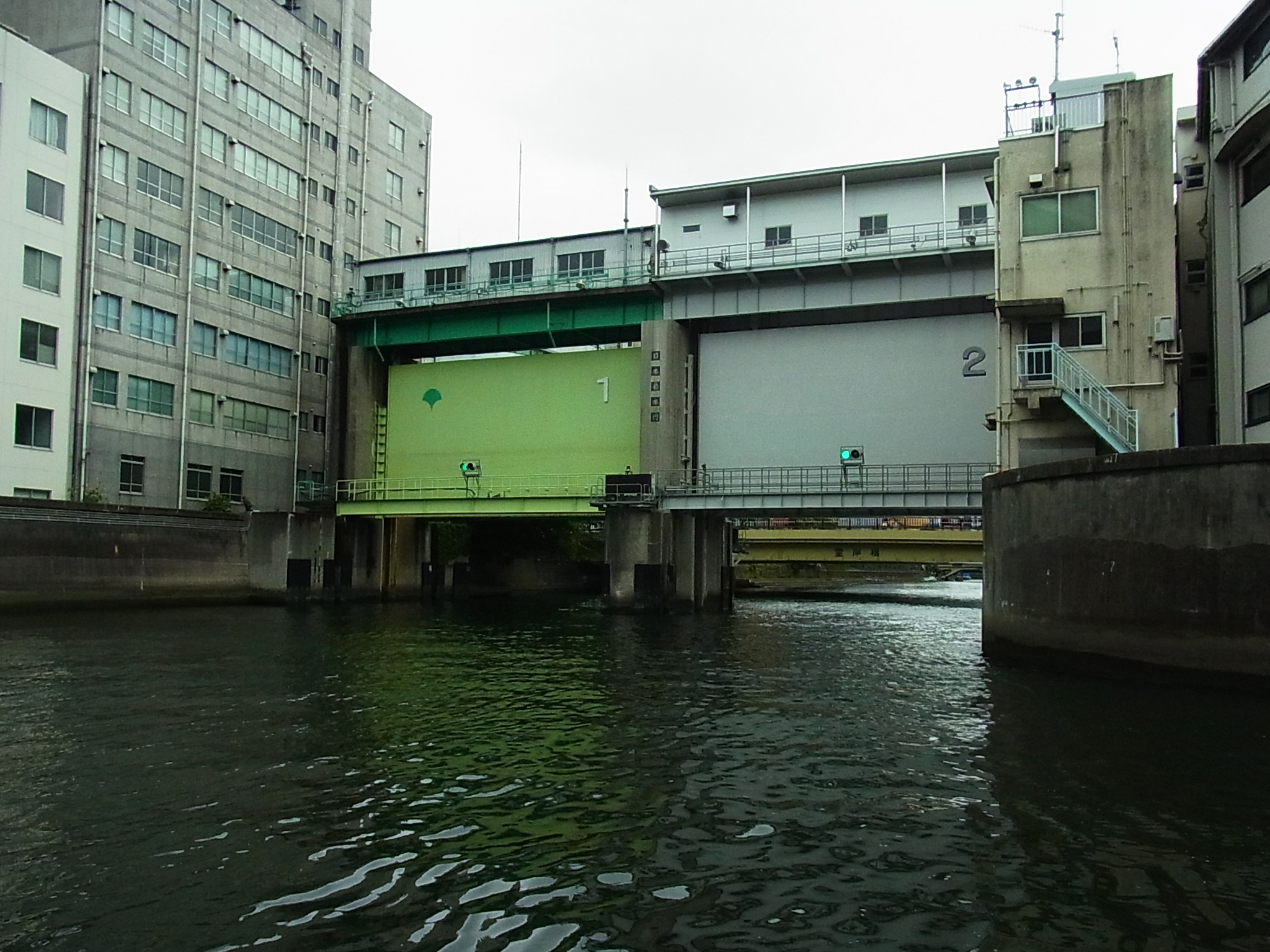
日本橋水門（2011年7月23日撮影）